# Mazda 323

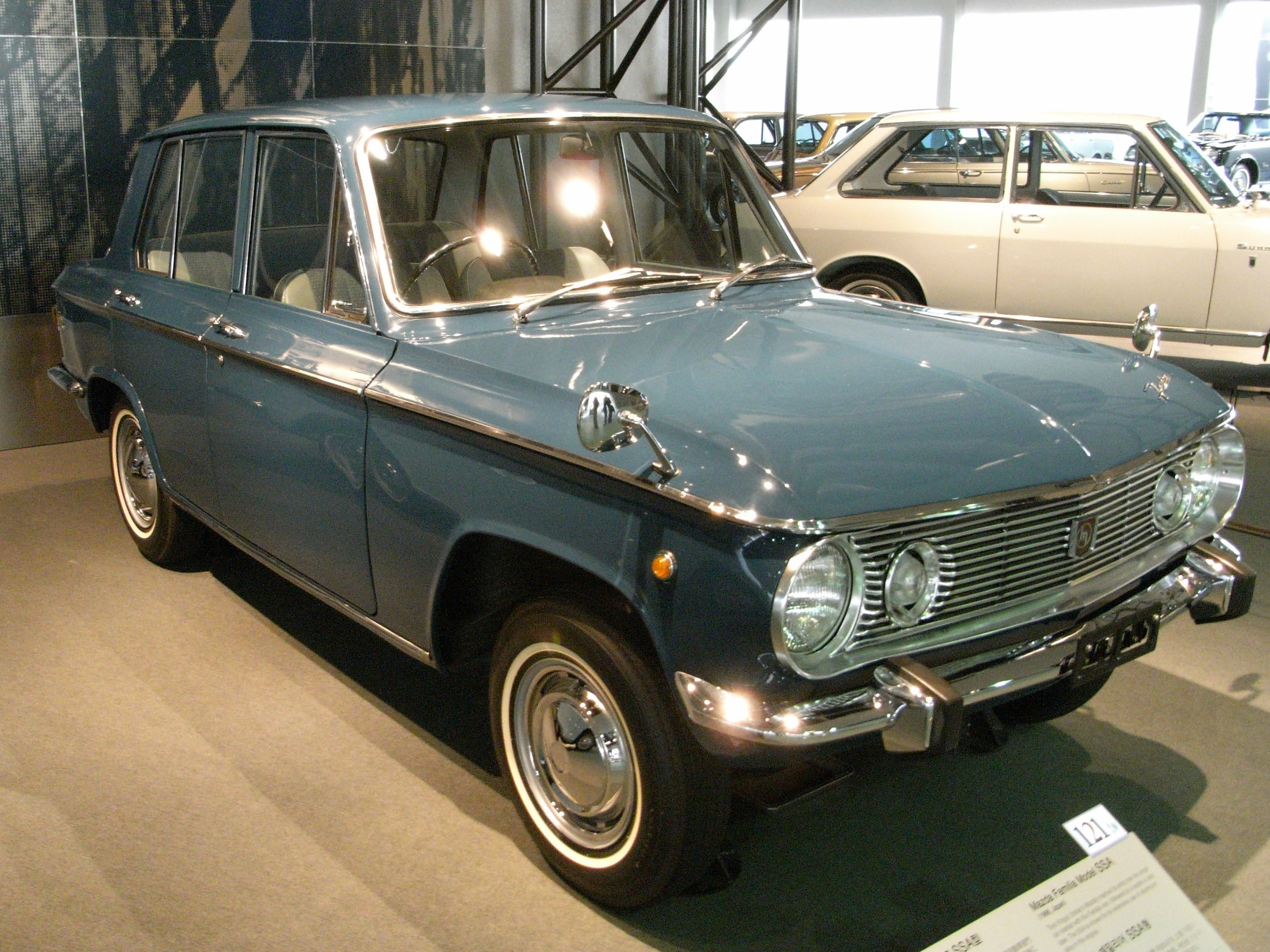
První verze

Mazda 323 nebo Mazda Familia je japonský automobil. Vyráběla se nejdříve v Hirošimě, u novější generace i v Hófu. Kromě Japonska se vyrábí také v Malajsii, Tchaj-wanu, Jihoafrické republice, Kolumbii a na Novém Zélandu. Mezi lety 1964 a 2003 bylo vyrobeno 9 verzí.

## Mazda 800 a 1000 (1964-1966)
První generace byla vyráběna od října 1964. Byla navržena italským designerem Guigiarem. Této generaci se také říkalo Mazda 800 a Mazda 1000. Má dvě verze - sedan, combi a coupé. Vyráběly se dva typy motorů, oba čtyřválce OHV. Sedan má 720 kg, coupe 790 kg. Výroba přestala roku 1966.

## Mazda 1000, 1200 a 1300 (1967-1972)

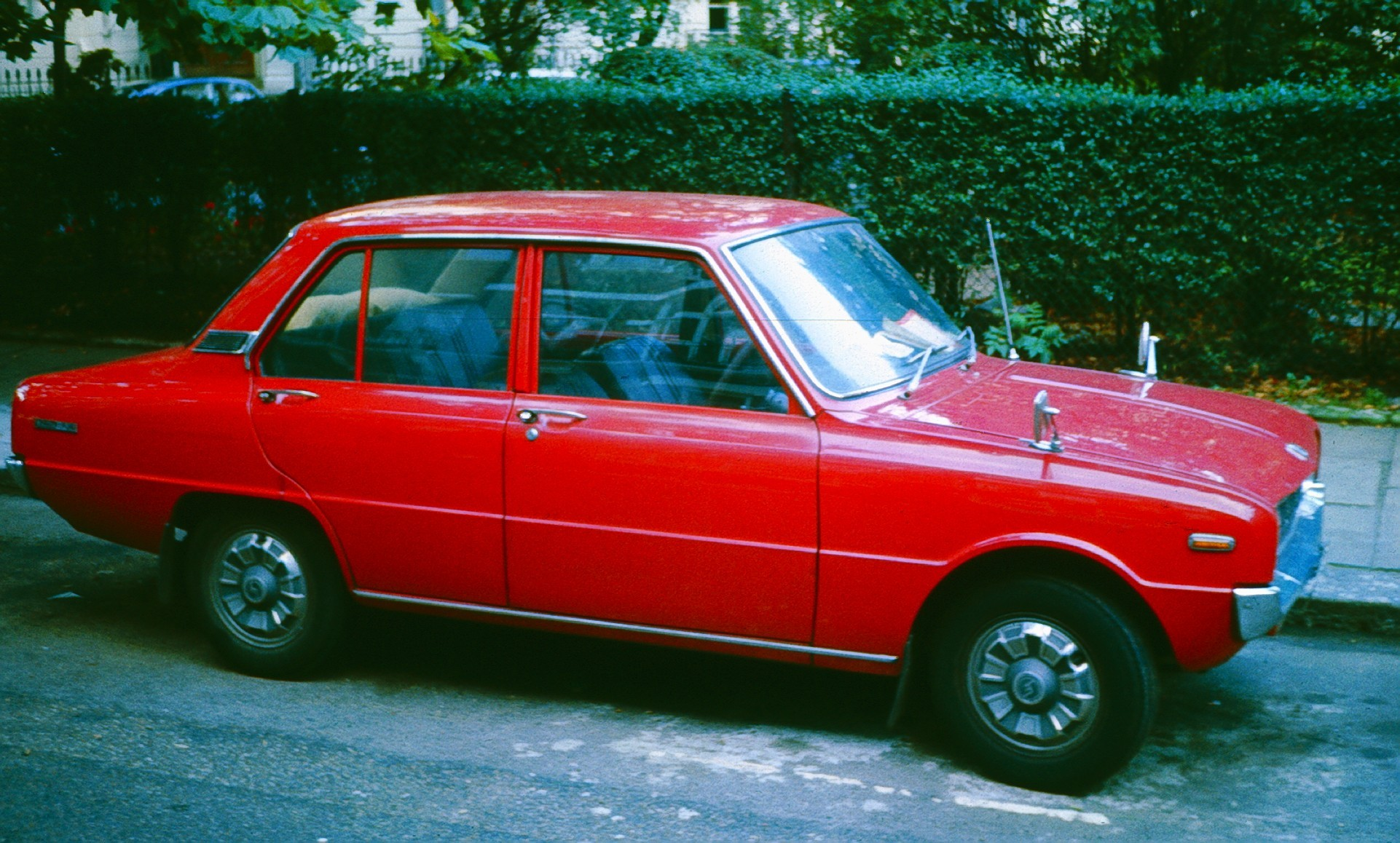
Druhá verze

Druhá generace se vyráběla od roku 1966 do roku 1976. Jméno této verze jsou Mazda 1000, Mazda 1300 a Mazda 1200 (pod názvem 1200 byla prodávána v USA). Váha je 810 kg, motory byly 3 - dva OHV a jeden TC. Stejně jako první generace se vyráběla v Hirošimě - ne v Hófu jako některé novější verze. Byla ve verzích sedan a kombi.

## Mazda 808, 818, a Mizer (1973-1976)

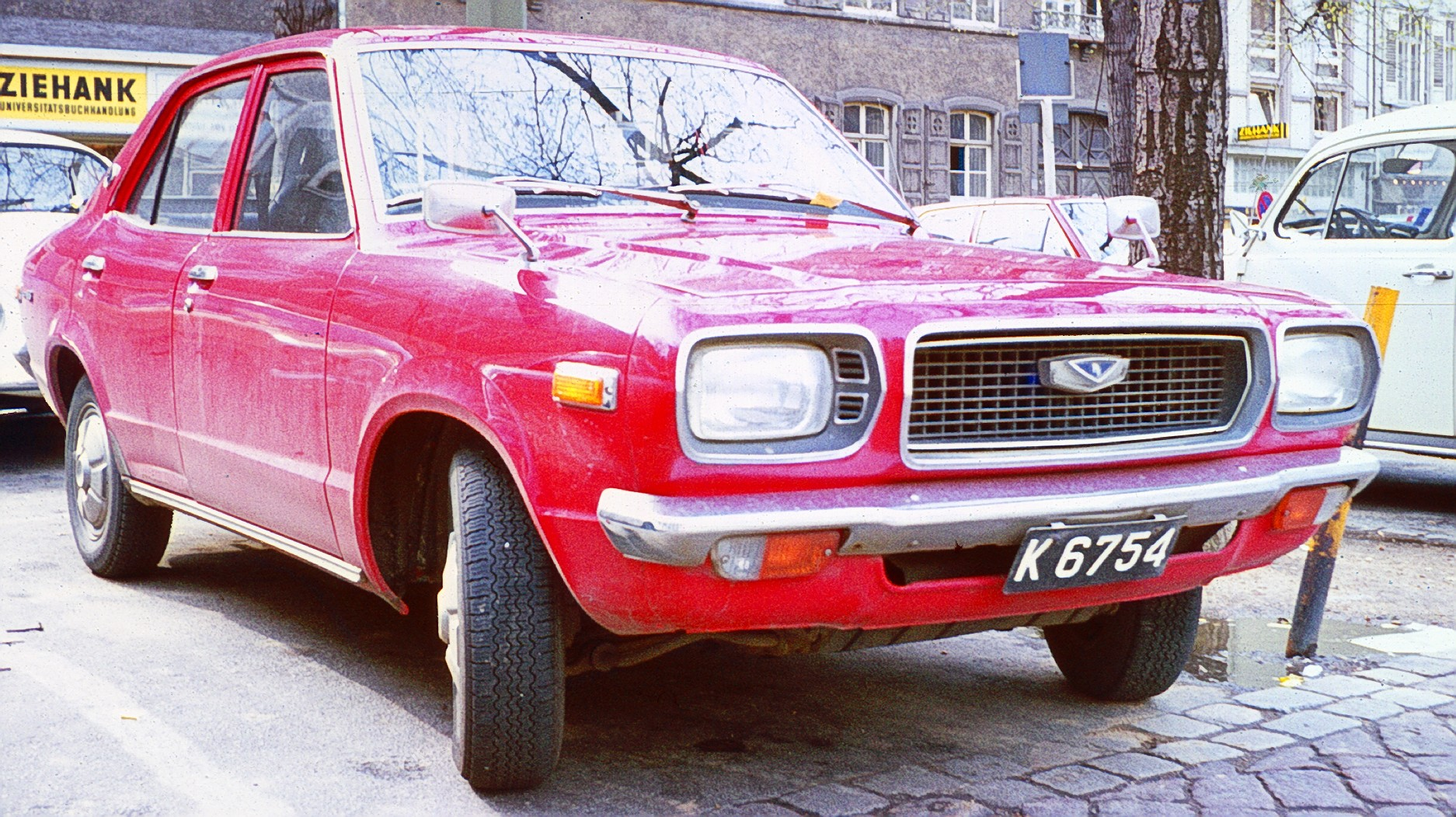
Třetí verze

Výroba této verze začala v roce 1976. Existuje kupé, sedan a kombi. Vyráběla se se třemi motory.

### Motory
- 1973-1976 - 987 cm³, 37 kW
- 1970-1973 - 1.3 L (1272 cm³) TC, 51 kW
- 1973-1976 - 1.6 L (1586 cm³), 60 kW

Verze pro USA se jmenovaly Mazda 808 a Mazda Mizer. Po třech letech výroby (1976) byla výroba této generace skončena.

## Mazda GLC a 323 (1977-1986)

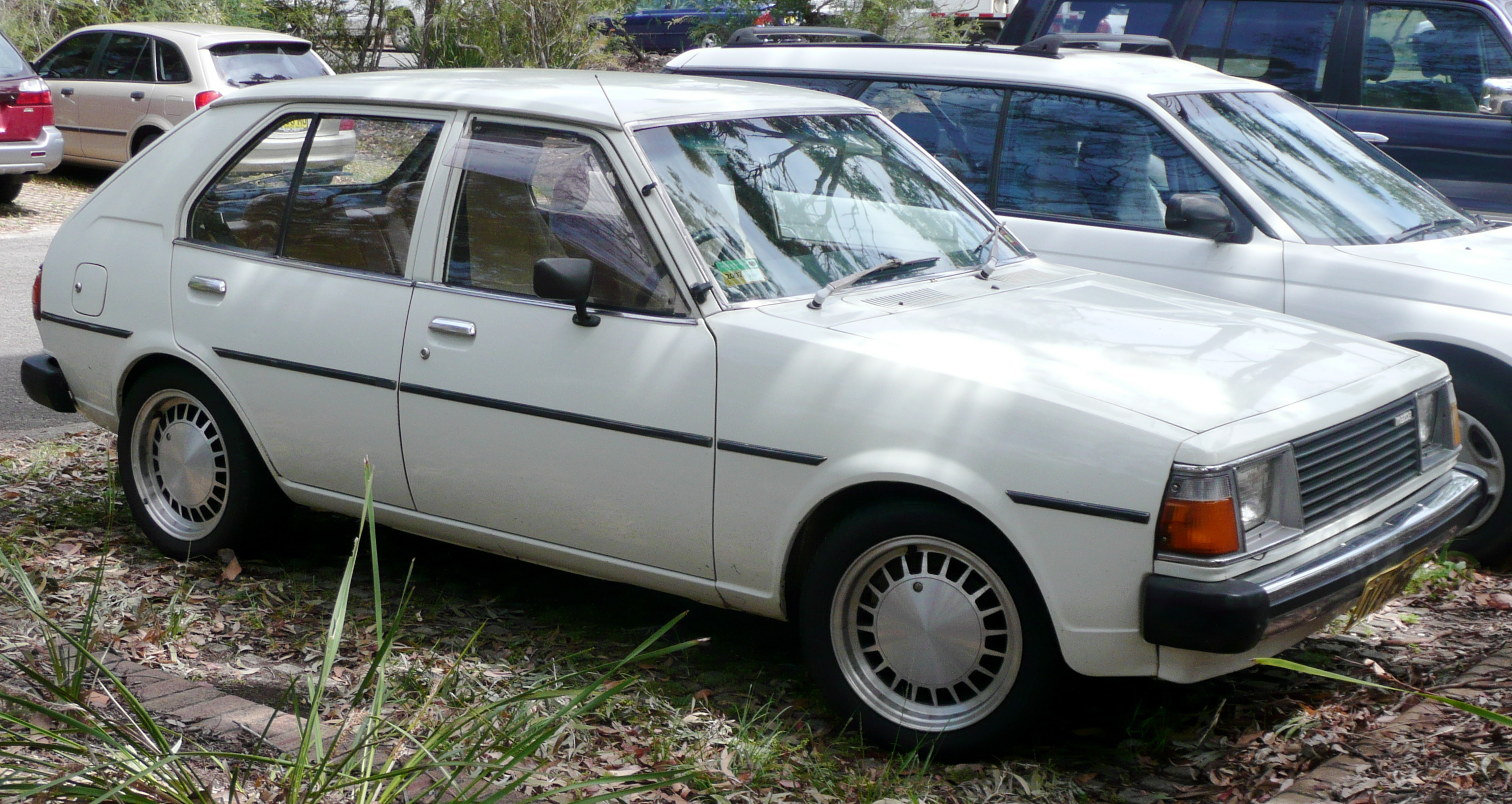
Čtvrtá verze

Čtvrtá verze má samostatný název - Mazda GLC. Vyráběla se 1977-1985. Váha je 812 kg. Do tohoto auta byly montovány tři druhy motorů.

### Motory
- 1.0 L (985 cm³) PC, 33 kW
- 1.3 L (1272 cm³) TC, 44 kW
- 1.4 L (1415 cm³) UC, 52 kW

Americká verze se jmenovala také GLC. Motory pro tuto verzi byly PC, TC a UC.

## Mazda GLC and 323 (1980-1984)

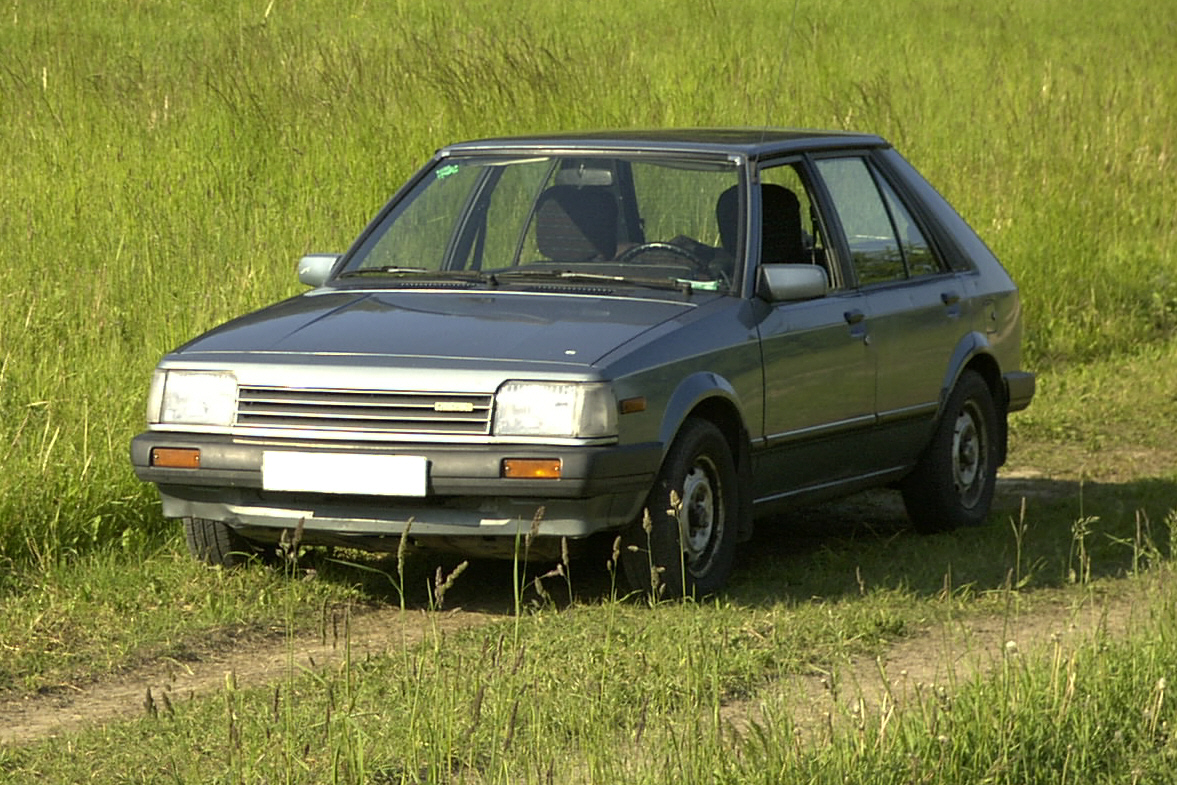
Pátá verze

Od roku 1980 se vyrábí pátá generace. Výroba skončila 1988. Na rozdíl od předchozích verzí se vyráběla i v Hófu.

### Motory
- 1.1 L (1071 cm³) 40 kW
- 1.3 L (1296 cm³) 50 kW
- 1.5 L (1490 cm³) 55 kW
- 1.5 L (1490 cm³) 63 kW

## Mazda 323, Ford Tonic a Sao Penza (1985-1989)

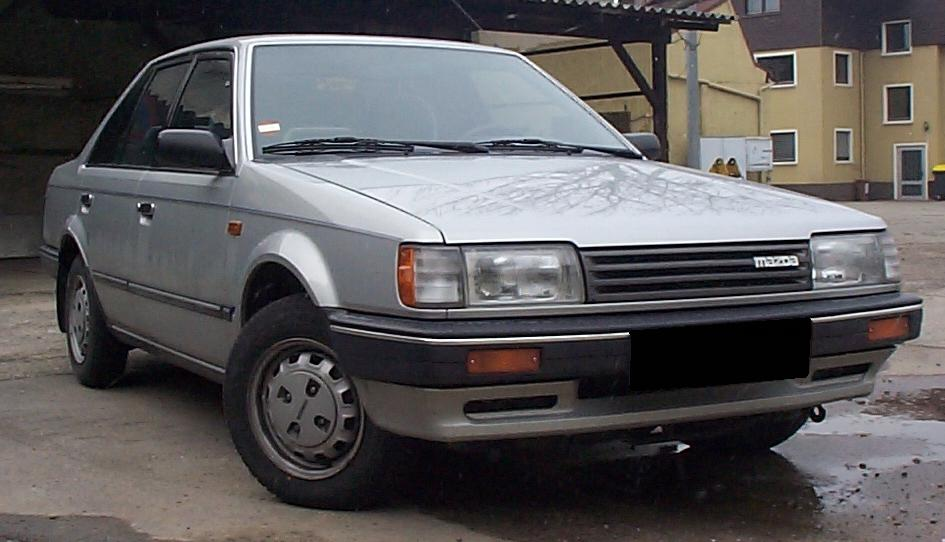
Šestá verze

Šestá generace se vyrábí v letech 1985–1989. Říká se jí také Ford Tonic nebo Sao Penza.

### Motory
- 1985-1986 - 1.1 L (1071 cm³) 40 kW
- 1985-1986 - 1.3 L (1296 cm³) 50 kW
- 1987-1989 - 1.3 L (1324 cm³) 49 kW
- 1985-1989 - 1.5 L (1498 cm³) 54 kW
- 1985-1989 - 1.6 L (1597 cm³) 76 kW
- 1985-1989 - 1.6 L (1597 cm³) turbo, 105 kW
- 1985-1989 - 1.7 L (1720 cm³) diesel, 42 kW
- 1985-1988 - 1.5 L (1490 cm³) 2 barrel, 54 kW

## Mazda 323, 323F a Protegé (1989-1994)

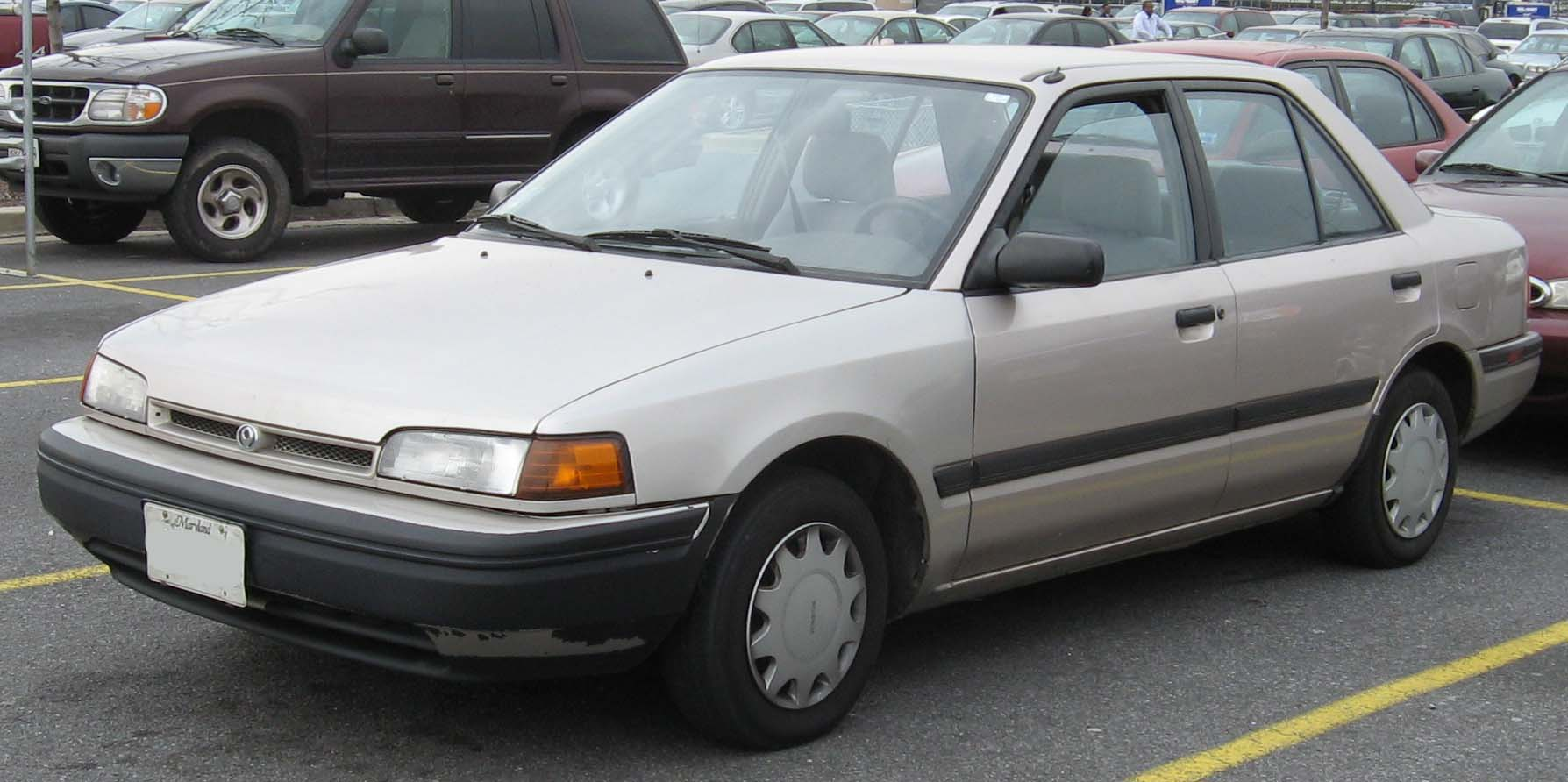
Sedmá verze

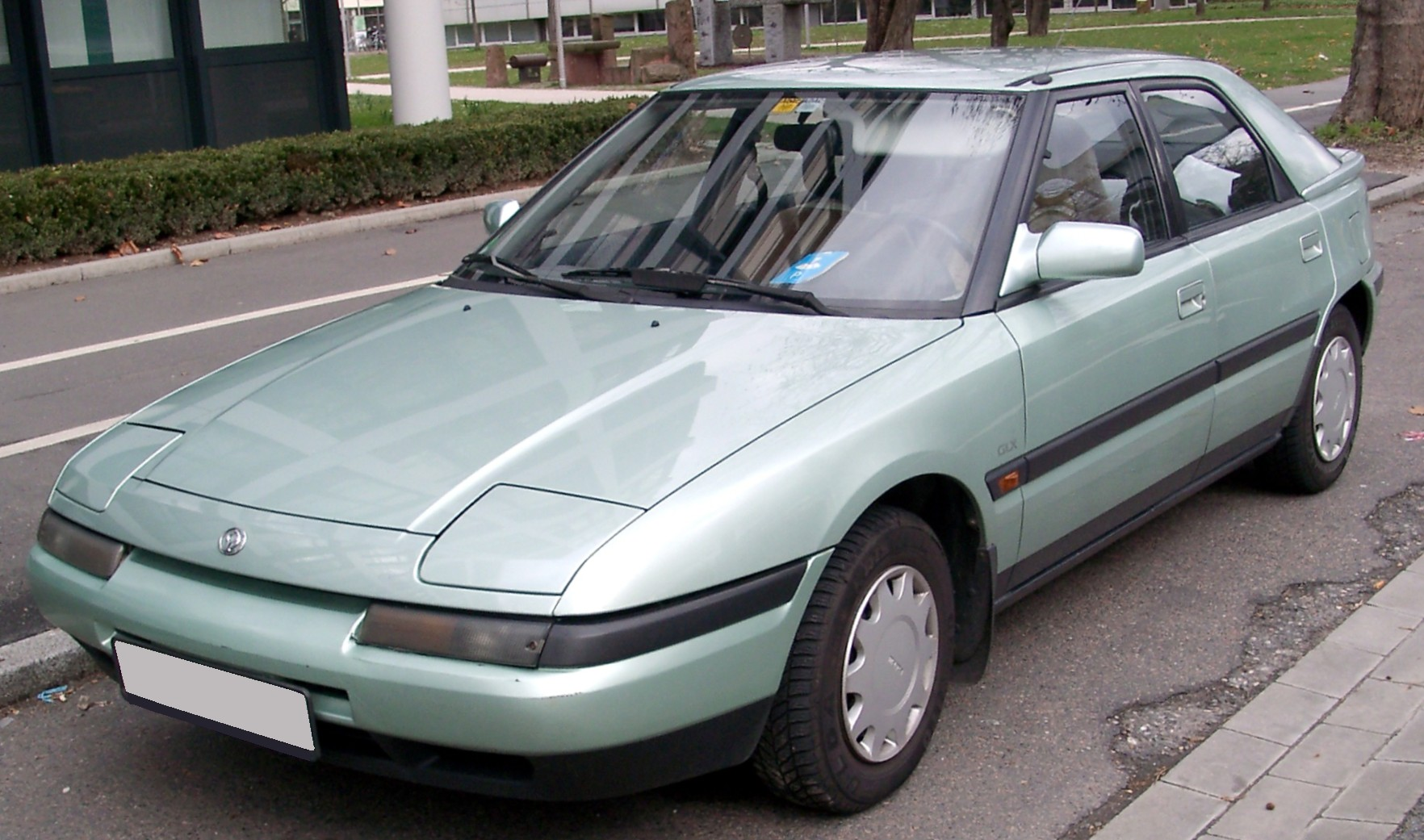
Evropská Mazda 323F

Vyráběla se mezi 1989 a 1994. Jméno verze je FF2F. Zakoupit jej bylo možné ve verzích pětidveřový sedan nebo třídveřový hatchback. Ostřejší verze GTX a GT-R byly však pouze ve formě hatchbacku (USA i SEDAN).
Mazda 323F (F - Fastback) byla ve variantě 5dveřového hatchbacku s výklopnými světlomety. Byla však vyráběna pouze s motorizací 1,5 L, 1,6 L a 1,8 L bez turbodmychadla. Přesto se však jedná o sportovnější verzi Mazdy 323. V Japonsku je známá pod jménem "Familia Astina" a luxusnější verze jako "Eunos 100" které bylo vyrobeno pouze 100ks pro JP trh.

### Motory
- 1989-1991 - 1.3 L (1324 cm³) B3, 8-ventil, 50 kW - 67 koní
- 1989-1991 - 1.6 L (1598 cm³) B6, 8-ventil, 64 kW - 87 koní, točivý moment 125 N·m
- 1989-1994 - 1.8 L (1839 cm³) B8, FI, 16-ventil SOHC, 77 kW - 103 koní, točivý moment 133 N·m
- 1989-1994 - 1.8 L (1839 cm³) BP, FI, 16-ventil DOHC, 96 kW - 125 koní, točivý moment 160 N·m
- 1989-1994 - 1.8 L (1839 cm³) BPT, FI, 16-ventil DOHC, turbo, 135 kW - 185 koní, točivý moment 235 N·m, ve verzi GTX
- 1991-1994 - 1.8 L (1839 cm³) B8, FI, 16-ventil SOHC, 78 kW - 106 koní, točivý moment 151 N·m
- 1992-1993 - 1.8 L (1839 cm³) BPD, FI, 16-ventil DOHC, turbo, 156 kW - 209 koní, točivý moment 255 N·m, ve verzi GT-R
- 1990-1993 - 1.3 L (1324 cm³) B3, 16-ventil SOHC, 55 kW - 75 koní, točivý moment 104 N·m
- 1990-1993 - 1.7 L (1720 cm³) PN, Diesel, 8-ventil, 45 kW - 57 koní, točivý moment 107 N·m

## Mazda 323F, Protegé, Étude, Artis, Allegro a 323 Lantis (1994-1998)

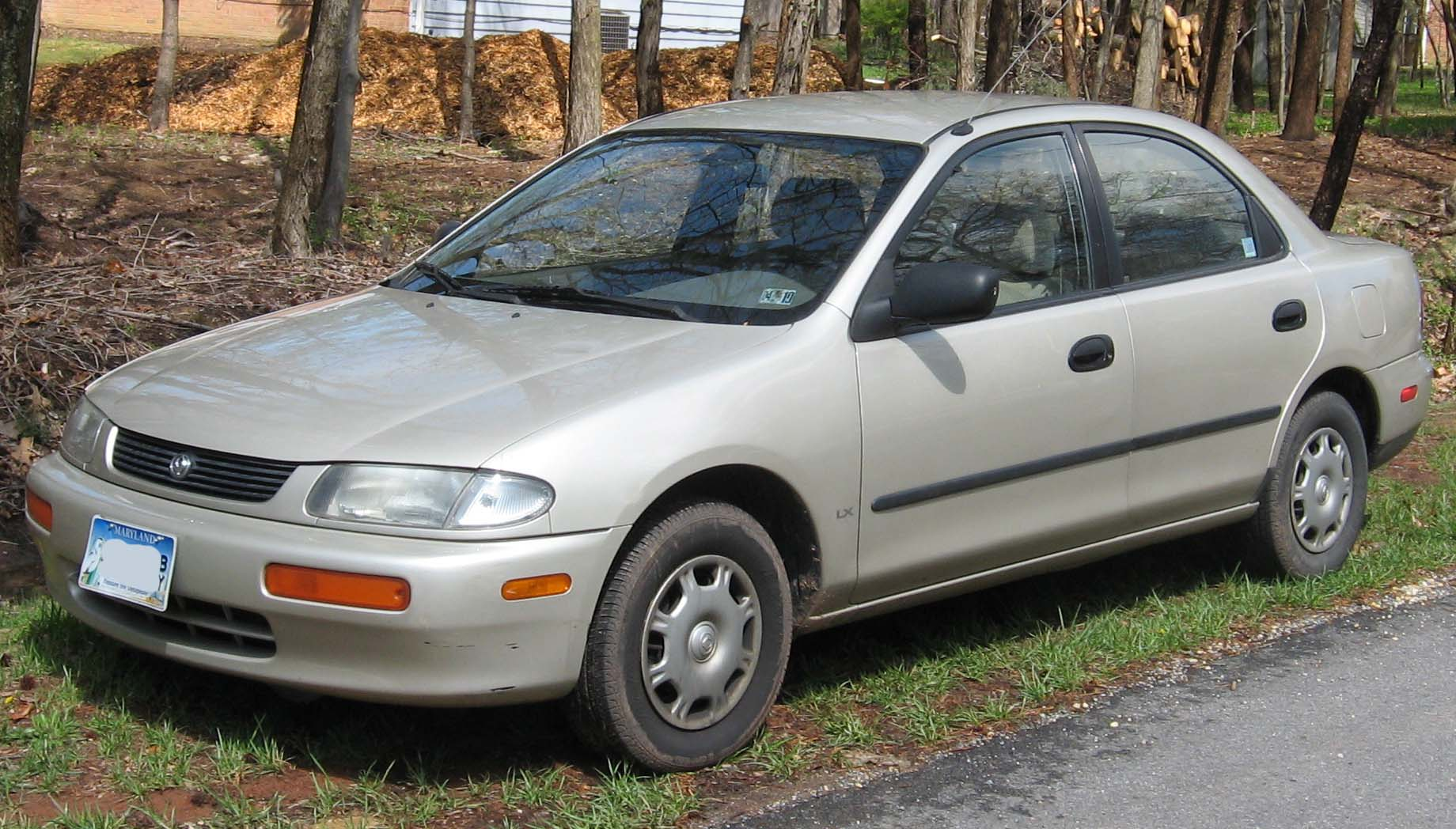
Osmá verze

Vyrábí se od roku 1994 do roku 1998. Samostatné jméno je FG3G. Mazda zahájila výrobu opět ve třech karosářských variantách. Jednou z nich byl 3dveřový hatchback a sedan. Třetí je 323 s označením F. Ta jako sportovnější varianta měla k dispozici 2,0 L agregát se 6 válci. Jako sportovní verzi ji nebylo možné zakoupit s dieselovým motorem.

### Motory
- 1994-1998 - 1.5 L (1489 cm³) 66 kW
- 1994-1996 - 1.8 L (1840 cm³) 84 kW
- 1994-1996 - 2.0 L (1995 cm³) 106 kW V6
- 1995-1999 - 1.3 L (1324 cm³) 54 kW
- 1994-1997 - 1.7 L (1686 cm³) Turbo Diesel 60 kW
- 1995-1999 - 1.8 L (1840 cm³) 96 kW
- 1995-1999 - 2.0 L (1998 cm³) diesel, 52 kW

## Mazda 323F, Protegé, Speed Protegé, Genki, Allegro, 323 Lantis(1998-2003)
Devátá generace byla představena v roce 1998. Je postavena na podvozku větší Mazdy 626 GF, která byla představena o rok dříve. Oproti předchozímu modelu 323 bylo nabízeno méně verzí, z nabídky vypadlo sportovní kupé a třídveřový hatchback. Byla vyráběna jen jako pětidveřový hatchback a sedan.
Tato generace byla prodávána po celém světě také pod jmény: Mazda Allegro, Ford Activa, Ford Lynx, Isamu Genki, Ford Laser, Ford Laser Lidea. V roce 2001 byla tato generace modernizována - nové byly motory, přední světla, změněn byl tvar nárazníku a přední maska dostala větší logo. Výroba byla ukončena v roce 2003, kdy byl představen nový model Mazda 3.

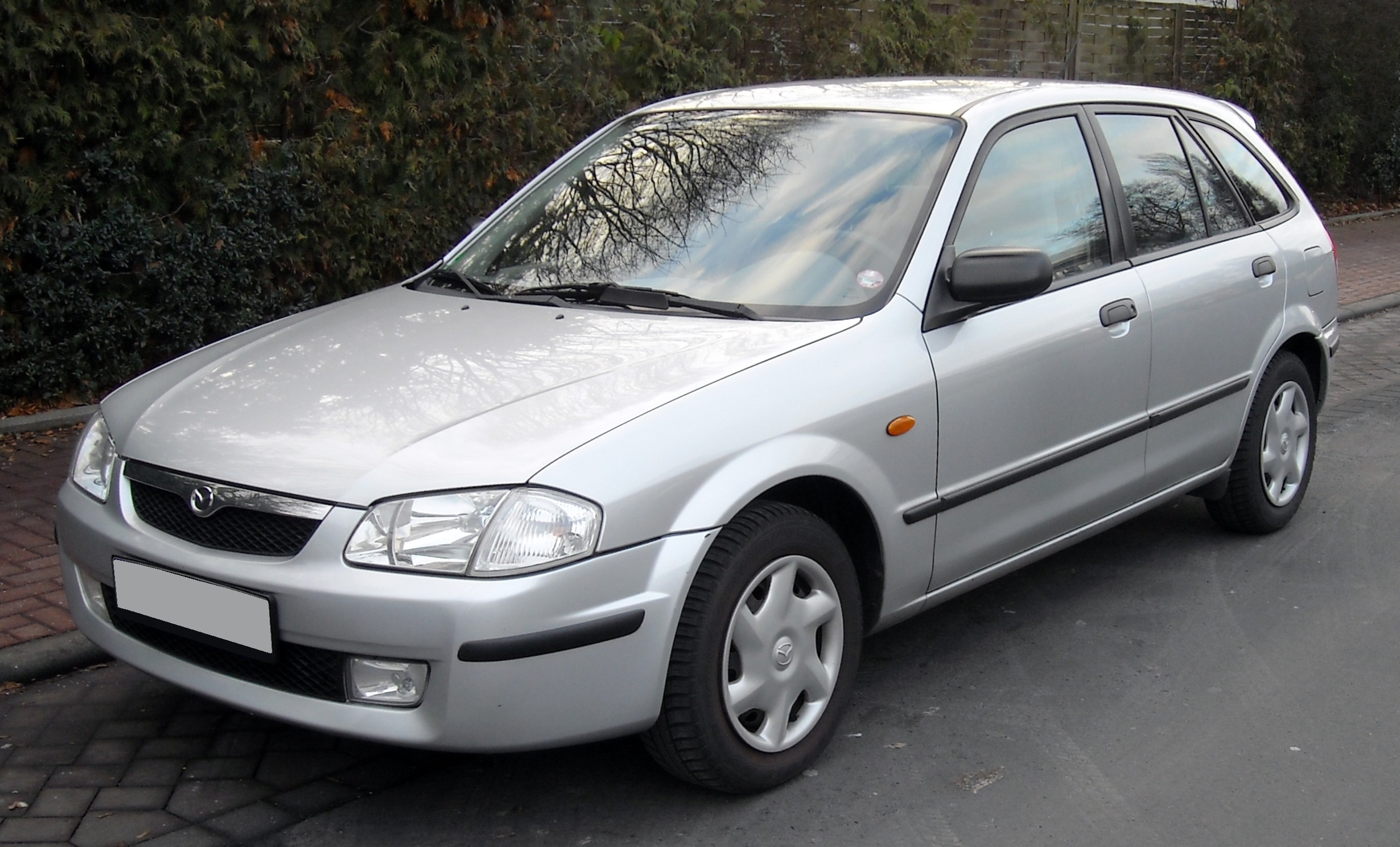
Devátá generace ve verzi hatchback, model před faceliftem
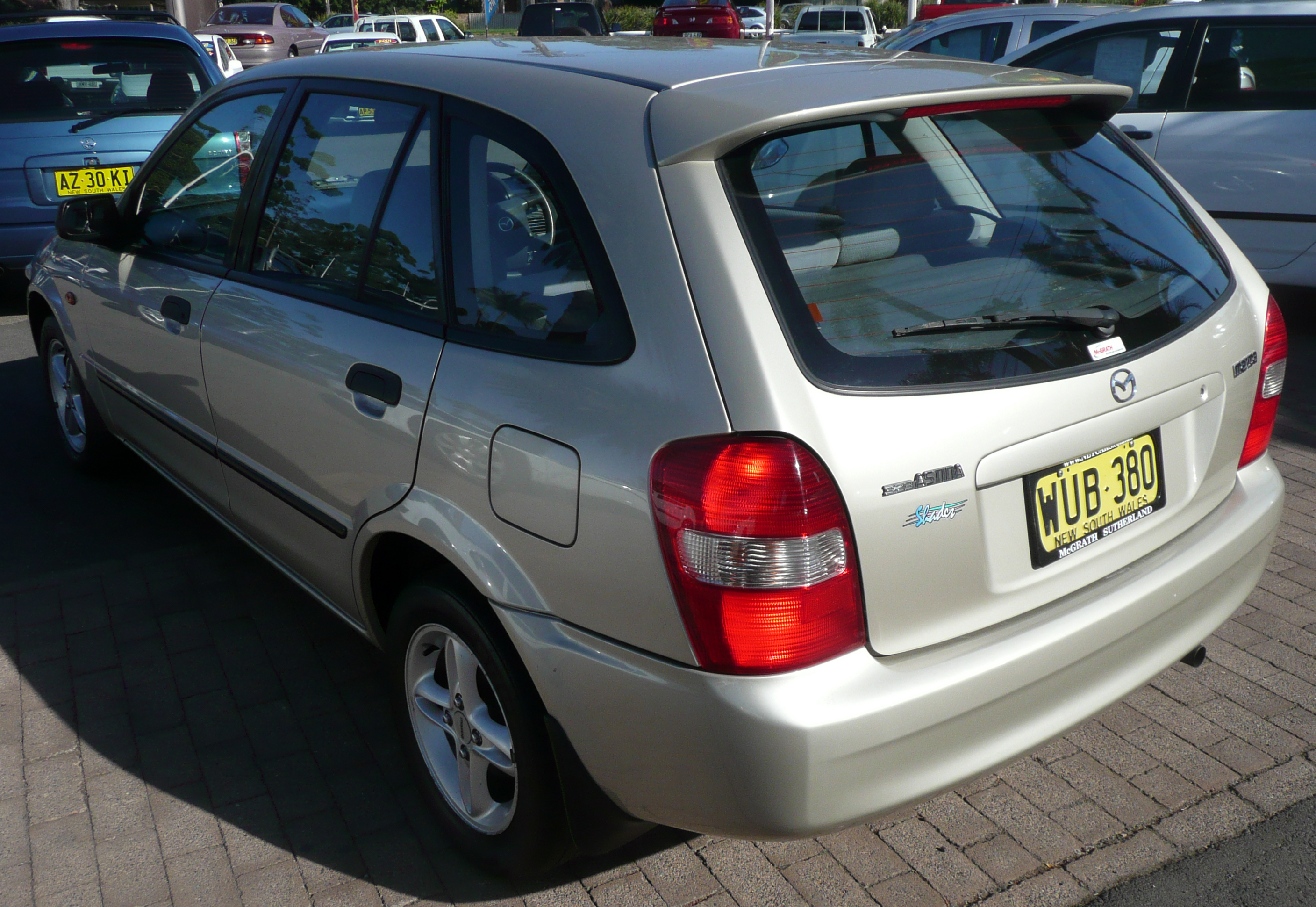
Devátá generace ve verzi hatchback
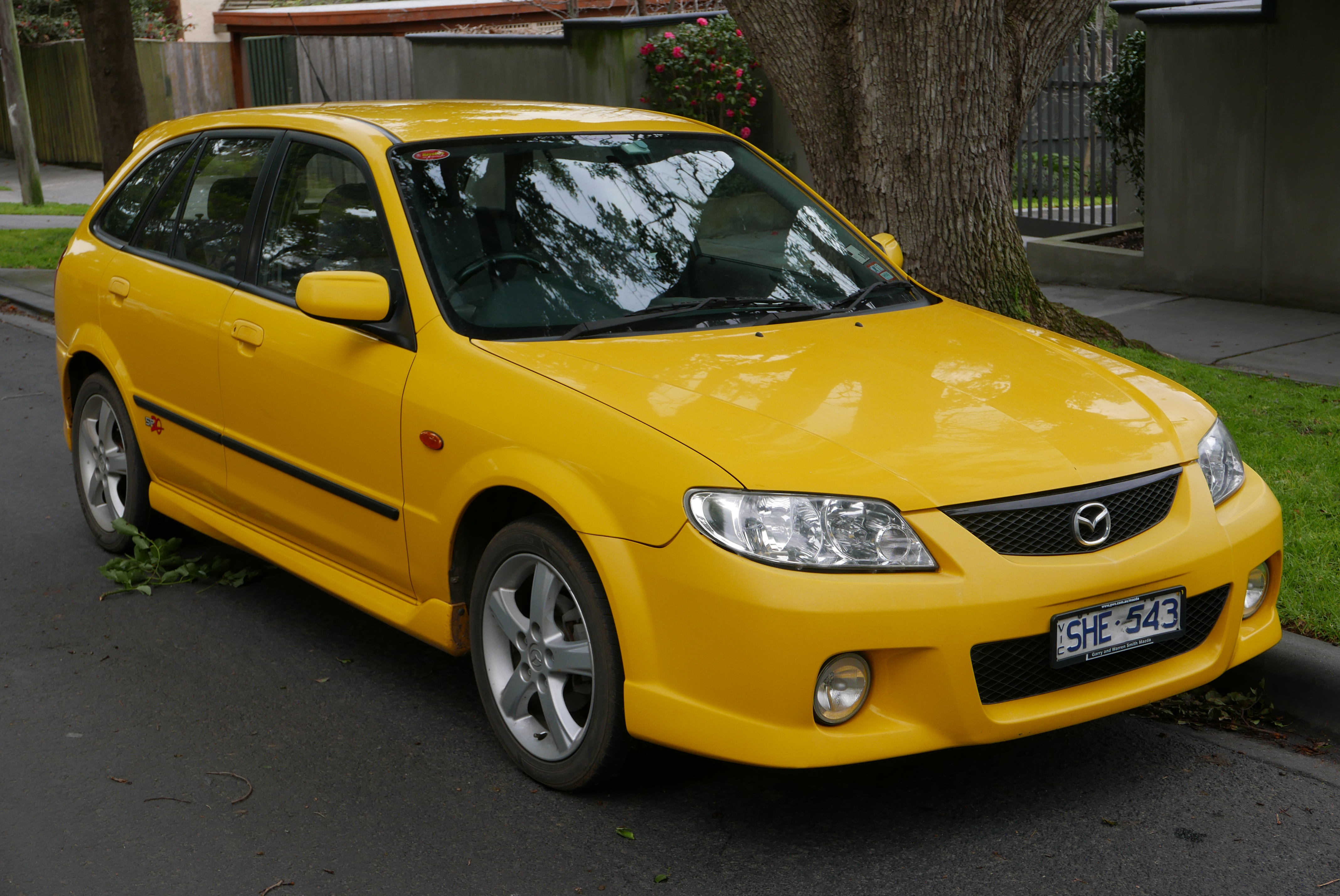
Devátá generace ve verzi hatchback, model po faceliftu
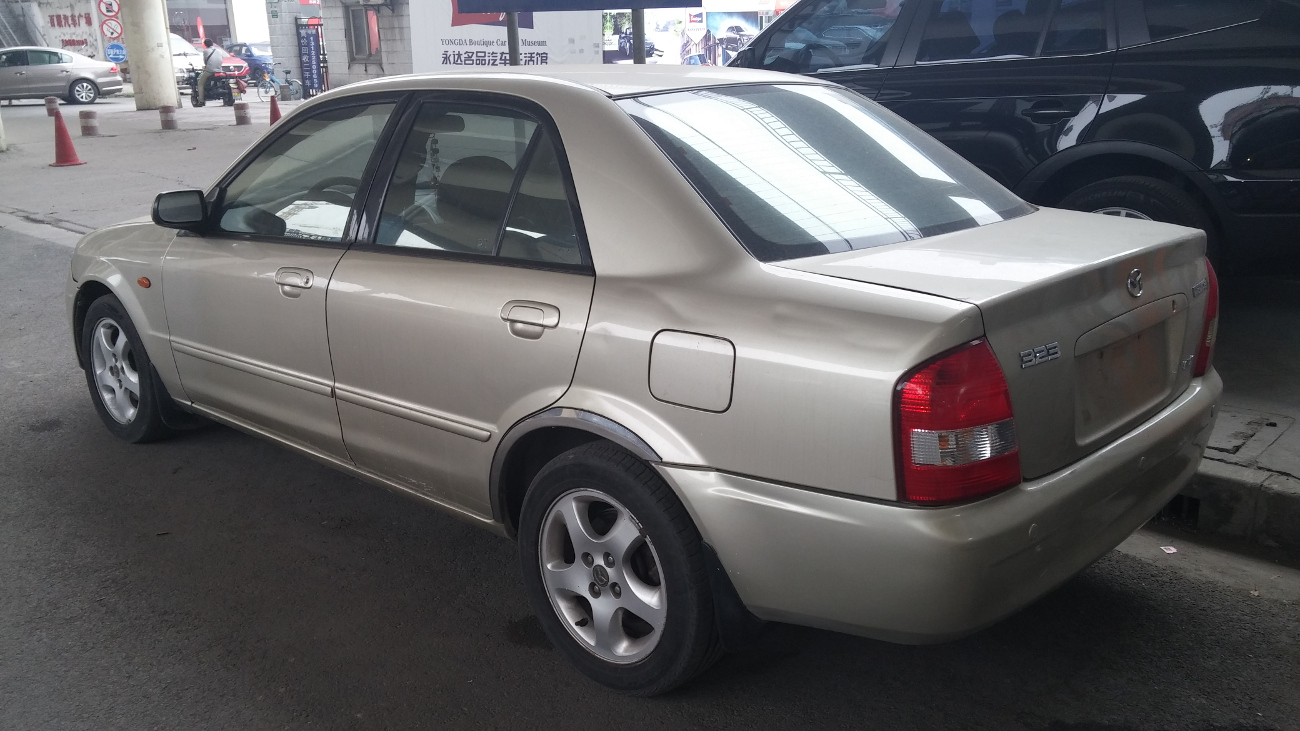
Devátá generace ve verzi sedan

### Motory
- 1.3 L
- 1.5 L
- 1.6 L
- 1.8 L
- 2.0 L
- 2.0 L Diesel